# Hirschheydt

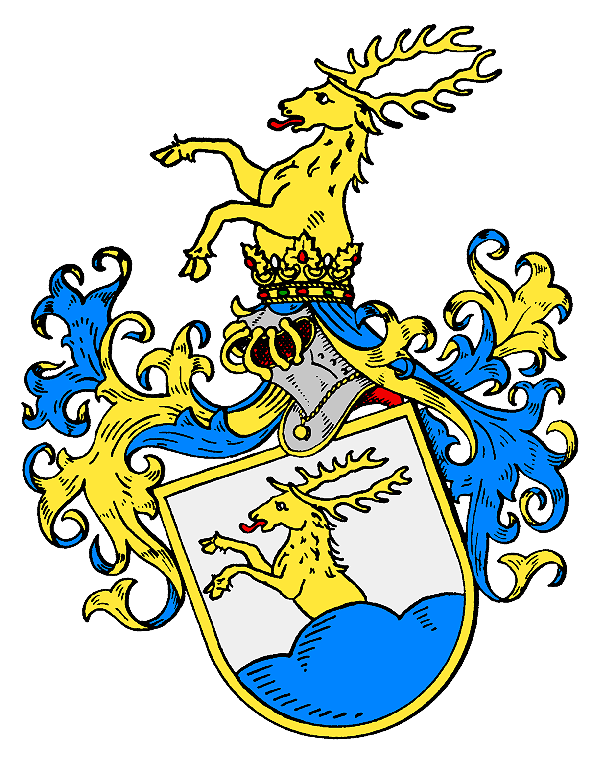
Wappen derer von Hirschheydt

Die Hirschheydt (auch: Hirschaid, Hirschhaid, Hirschheid) sind ein aus Franken stammendes Adelsgeschlecht. Zweige der Familie bestehen bis heute fort.

## Geschichte
Die erste urkundliche Erwähnung erfolgte 1230 anlässlich des Verkaufes einer Herdstätte zu Ebern durch Hermann Hirzheider.
Die Hirschaid waren Ministeriale des Bischofs von Bamberg und breiteten sich im Erzbistum Bamberg aus. Sie stellten mehrere Domherren in Bamberg und Würzburg und gehörten zur freien Reichsritterschaft im Kanton Gebürg.
Sie verwalteten unter anderem Pottenstein, Senftenberg, Böheimstein und Gößweinstein. Die Stammsitze waren Hirschaid, Behringersmühle; Contz von Hirschaid baute 1486 Burg Kohlstein. Spätestens 1404 gelangte auch Boden bei Creußen in den Besitz der Familie.
Die sichere Stammreihe beginnt Christoph Hirsch (* 1548, † 1611), Pastor in Frose, Anhalt. Für seine nach Schweden ausgewanderten Nachkommen erfolgte am 25. Oktober 1662 die schwedische Adelsanerkennung, die Introduktion bei der Adelsklasse der Schwedischen Ritterschaft 1664 unter Nr. 680 und die Immatrikulation bei der Livländischen Ritterschaft 1747 sowie bei der Estländischen Ritterschaft 1965.
Die fränkische Hauptlinie starb im 17. Jahrhundert aus, die schwedische im 18. Jahrhundert. Die Livländische Line existiert bis heute.

## Wappen (1662)
In Gold umrandeten silbernen Schild ein aus einem blauen Dreiberg wachsender goldener Hirsch. Auf dem Helm mit blau-goldenen Decken der Hirsch.

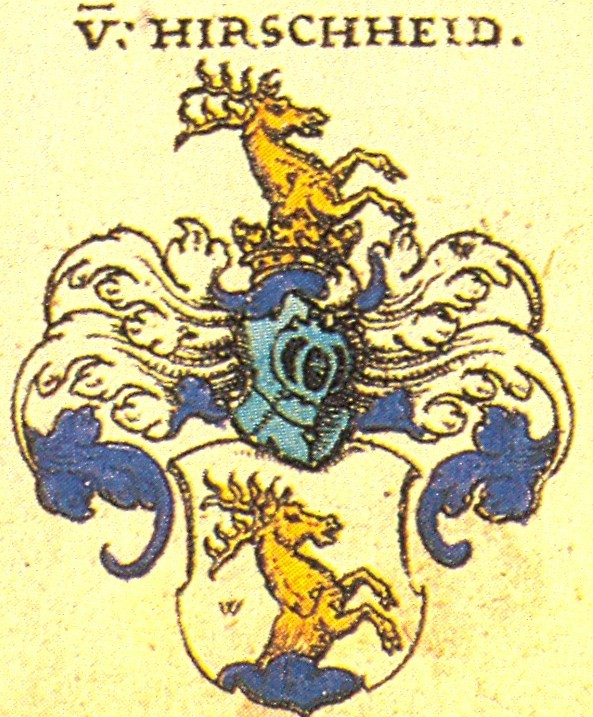
Wappen derer von Hirschaid bei Johann Siebmacher (1605)
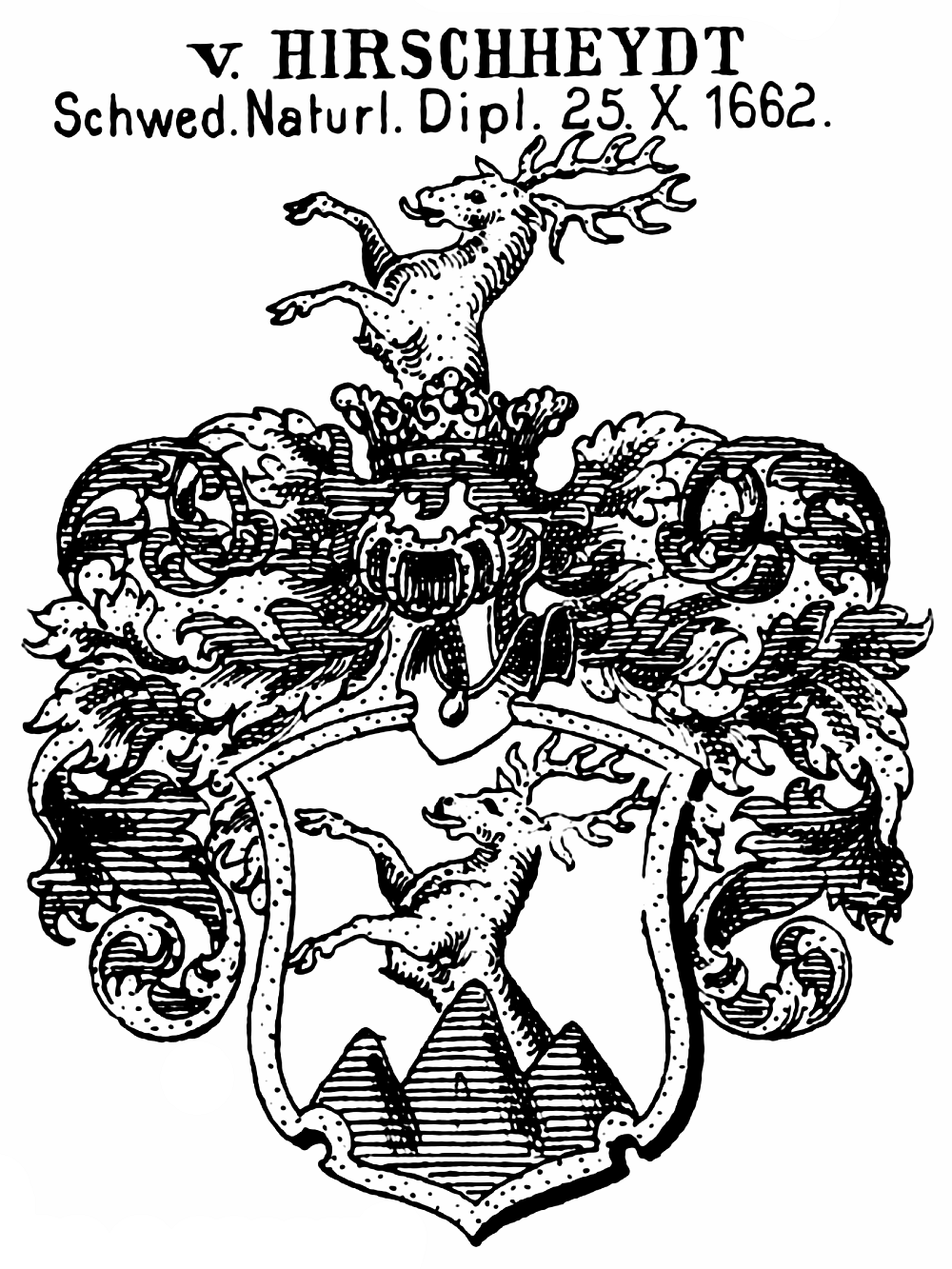
Wappen in Siebmachers Wappenbüchern von 1898
Wappen von Hirschaid nach dem Familienwappen der von Hirschaid

## Bekannte Familienmitglieder (Auszug)
- Heinrich von Hirschaid, ab 1370 Domherr von Bamberg und Würzburg
- Friedrich von Hirschaid, ab 1450 Domherr von Bamberg
- Christoph von Hirschheid, Amtmann in Burgkunstadt, Hauptmann der vereinigten fränkischen Verbände im zweiten Markgrafenkrieg und danach Verwalter von Kulmbach-Bayreuth
- Gustav von Hirschheydt (Dichter) (1853–1934), deutschbaltischer Dichter und Jurist
- Gustav von Hirschheydt (Galerist) (* 1959), deutscher Arzt, Galerist, Kunstbuchverleger und Maler
- Dietrich von Hirschheydt, Ministerialrat a. D. und ehemaliger Forstchef der Bundesforstverwaltung
- Harro von Hirschheydt (1925–2017), deutsch-baltischer Verleger, Buchhändler und Übersetzer lettischer Literatur

## Namensführung
Die Namensführung wechselte zwischen Hirschaid (in Franken), Hirscheit (in Schweden) und Hirschheydt (in Livland, bzw. heute in Deutschland).